# 托克西尼
托克西尼（法語：Tauxigny，法語發音：[toksiɲi]）是法国安德尔-卢瓦尔省的一个旧市镇，位于该省中南部偏东，属于洛什区。2018年1月1日，托克西尼和相邻的圣博合并为新市镇托克西尼-圣博（Tauxigny-Saint-Bauld），并成为政府驻地。

## 地理
托克西尼（47°12'50"N, 0°50'4"E）面积36.83 平方千米，位于法国中央-卢瓦尔河谷大区安德尔-卢瓦尔省，该省份为法国中西部省份，北起萨尔特省、东北接卢瓦-谢尔省，东南接安德尔省，南至维埃纳省，西临曼恩-卢瓦尔省。
与托克西尼接壤的市镇（或旧市镇、城区）包括：科尔默里、库尔赛、多吕勒塞克、卢昂、勒卢鲁、安德尔河畔雷尼亚克、圣博、圣布朗。
托克西尼的时区为UTC+01:00、UTC+02:00（夏令时）。

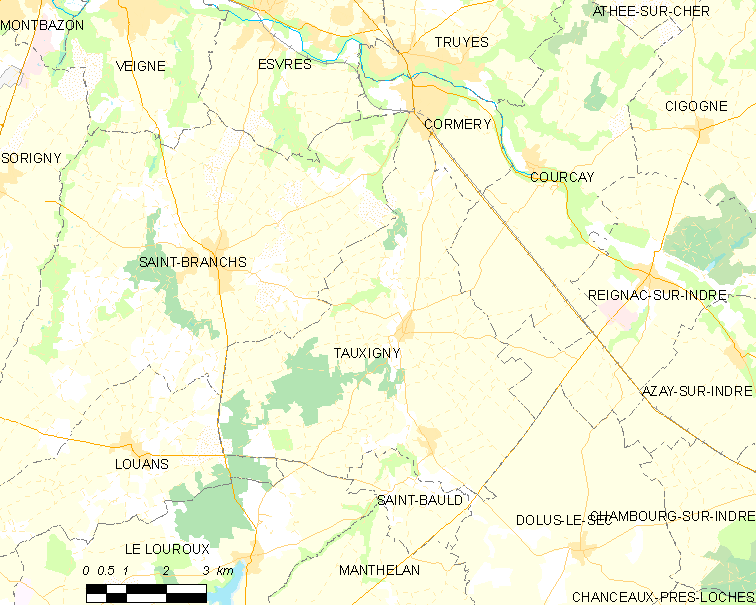
托克西尼的OSM定位图

## 行政
托克西尼的邮政编码为37310，INSEE市镇编码为37254。

## 政治
托克西尼所属的省级选区为洛什县。

## 人口

1962-2008年间托克西尼人口变化图示

托克西尼于2015时的人口数量为1403人。